# Ylvis
Ylvis是由挪威卑爾根的兩兄弟組成的一個喜劇組合。哥哥為出生於特隆赫姆的韋加爾·烏爾海姆·伊爾維索克（挪威語：Vegard Urheim Ylvisåker；1979年5月19日—) ，弟弟為出生於卑爾根的博爾·烏爾海姆·伊爾維索克（挪威語：Bård Urheim Ylvisåker；1982年3月21日—) 他们从2000年开始作为专业艺术家，从那以后有非常成功的综艺节目，喜剧音乐会，电视节目，广播节目和音樂錄影帶。
他們曾是挪威脱口秀節目今夜YLVIS（I kveld med YLVIS）的主持人。他们為了這节目而编写並拍摄的音樂錄影帶狐狸于2013年9月在YouTube上爆红，到2020年7月為止有超过9.4亿的觀看次數，这使兄弟受到国际社会的关注。在2018年，兩兄弟推出以挪威頭條新聞為主題，一共十集的簡短的音樂紀錄片系列《挪威的故事（Stories from Norway）》。

## 童年
韋加爾和博爾為家中三兄弟中年紀最長的兩位，弟弟名叫比亞特·烏爾海姆（Bjarte Urheim），雙親漢斯·泰耶·伊爾維索克（Hans Terje Ylvisåker）和海爾加·烏爾海姆（Helga Urheim）來自挪威西部。他們的童年在安哥拉和莫三比克渡過，父親是當地內戰時期是一名工程師。幾年後伊爾維索克一家從非洲搬回卑爾根，兄弟倆在青年時期前接受音樂教育和古典樂器培訓。韋加爾演奏中提琴，而博爾演奏小提琴。兩兄弟後來除了一同專注於吉他、唱歌和喜劇外，韋加爾還選擇鋼琴和低音提琴；而博爾亦專注於空中絲帶等雜技。
高中時期的兩人在學校參與大量各種節目以及合唱團。在一次演出中，他們被經理人彼得·布朗特（Peter Brandt）發掘，布朗特後於2000年在卑爾根奧萊公牛劇院（Ole Bull Theater）安排兩兄弟成為專業藝人。他們的首演為《YLVIS：歌舞表演（Ylvis en kabaret）》，其後的是2003年的《YLVIS：音樂會（Ylvis en konsert）》。

## 專輯

### 單曲
| 年份 | 歌曲標題 |
| ---- | --- |
| 2000 | Rumour Says |
| 2004 | 戰鬥模式（Kjempeform） |
| 2011 | Stonehenge 放在冰上（La det på is） 我們將一起找到（Sammen finner vi frem） Work It                                       |
| 2012 | 我叫芬恩（Jeg heter Finn） Someone Like Me 戀人（Жаным） Jan Egeland Pressure 那你知道是聖誕節（Da vet du at det er Jul） |
| 2013 | 狐狸 The Cabin Stonehenge Massachusetts                                                                                   |
| 2014 | 卡車司機結 Mr. Toot I Will Never Be A Star Yoghurt Intolerant                                                             |
| 2016 | a capella Engine For Gabriel 語言的愛（Language of Love）                                                                 |

## 外部連結
- 官方網站 （页面存档备份，存于）
- TVNorge的Youtube頻道 （页面存档备份，存于）